# Timi Zajc
Timi Zajc (Liubliana, 26 de abril de 2000) es un deportista esloveno que compite en salto en esquí.
Participó en los Juegos Olímpicos de Pekín 2022, obteniendo dos medallas, oro en el trampolín normal por equipo mixto (junto con Nika Križnar, Urša Bogataj y Peter Prevc) y plata en el trampolín grande por equipo (con Lovro Kos, Cene Prevc y Peter Prevc).
Ganó cuatro medallas en el Campeonato Mundial de Esquí Nórdico, en los años 2023 y 2025.
En los Juegos Europeos de Cracovia 2023 consiguió una medalla de bronce en la prueba de trampolín normal por equipo mixto.

## Palmarés internacional
| Juegos Olímpicos   | Juegos Olímpicos    | Juegos Olímpicos  | Juegos Olímpicos         |
| Año                | Lugar               | Medalla           | Prueba                   |
| ------------------ | ------------------- | ----------------- | ------------------------ |
| 2022               | Pekín (China)       | Medalla de oro    | TN por equipo mixto      |
| 2022               | Pekín (China)       | Medalla de plata  | TG por equipo            |
| Campeonato Mundial |                     |                   |                          |
| Año                | Lugar               | Medalla           | Prueba                   |
| 2023               | Planica (Eslovenia) | Medalla de oro    | TG individual            |
| 2023               | Planica (Eslovenia) | Medalla de oro    | TG por equipo            |
| 2023               | Planica (Eslovenia) | Medalla de bronce | TN por equipo mixto      |
| 2025               | Trondheim (Noruega) | Medalla de oro    | TG por equipo            |
| Juegos Europeos    |                     |                   |                          |
| Año                | Lugar               | Medalla           | Prueba                   |
| 2023               | Zakopane (Polonia)  | Medalla de bronce | TN por equipo mixto (EV) |